# Tyrel Jackson Williams
Tyrel Jackson Williams (* 16. März 1997 in Westchester County, New York) ist ein amerikanischer Schauspieler. Er spielte Leo Dooley in der Fernsehserie S3 – Stark, schnell, schlau auf Disney XD. Williams war früher als eine jüngere Version von Chris in der Fernsehserie  Alle hassen Chris zu sehen, den sein älterer Bruder  Tyler James Williams spielte.

## Leben
Williams spielte Rollen in den Spielfilmen Zum Ausziehen verführt, The Naked Brothers Band: Der Film und Das schnelle Geld. Er wirkte auch in US-weit ausgestrahlten Werbespots für Target, Verizon, McDonald’s, Chex Mix und General Mills mit. Er spricht auch den Elch Tyrone in der englischsprachigen Originalversion der Animationsfernsehserie Backyardigans – Die Hinterhofzwerge.
Williams lebt zusammen mit seinen Eltern und Brüdern, Tyler James Williams und Tylen Jacob Williams, in Los Angeles.

## Filmografie
- 2005–2007: Alle hassen Chris
- 2006: Zum Ausziehen verführt
- 2008–2009: Backyardigans – Die Hinterhofzwerge
- 2010: Modern Family
- 2010: Meine Schwester Charlie
- 2010–2012: Community
- 2011: Pair of Kings – Die Königsbrüder
- 2011: Batman: The Brave And The Bold
- 2012–2016  S3 – Stark, schnell, schlau
- 2021: Thunder Force
- 2022: Hollywood Stargirl